# Универсальная машина Тьюринга
Универсальной машиной Тью́ринга называют машину Тьюринга, которая может заменить собой любую машину Тьюринга. Получив на вход программу и входные данные, она вычисляет ответ, который вычислила бы по входным данным машина Тьюринга, чья программа была дана на вход.

## Формальное определение
Программу любой детерминированной машины Тьюринга можно записать, используя некоторый конечный алфавит, состоящий из символов состояния, скобок, стрелки и т. п.; обозначим этот машинный алфавит как {\displaystyle \Sigma _{1}}. Тогда универсальной машиной Тьюринга U для класса машин с алфавитом {\displaystyle \Sigma _{2}} и k входными лентами называется машина Тьюринга с k+1 входной лентой и алфавитом {\displaystyle \Sigma _{1}\cup \Sigma _{2}} такая, что если подать на первые k лент входное значение, а на k+1 — правильно записанный код некоторой машины Тьюринга {\displaystyle M_{1}}, то U выдаст тот же ответ, какой выдала бы на этих входных данных {\displaystyle M_{1}}, или будет работать бесконечно долго, если {\displaystyle M_{1}} на этих данных не остановится.
Теорема об универсальной машине Тьюринга утверждает, что такая машина существует и моделирует другие машины с не более чем квадратичным замедлением (то есть если исходная машина произвела t шагов, то универсальная произведёт не более ct²). Доказательство у этой теоремы конструктивное (такую машину несложно построить, надо только аккуратно её описать). Теорема была предложена и доказана Тьюрингом в 1947 г.